# Karl Waldbrunner
Karl Waldbrunner (* 25. November 1906 in Wien; † 5. Juni 1980 ebenda) war ein österreichischer Politiker (SPÖ).

## Leben
Nach der Matura studierte Karl Waldbrunner Elektrotechnik an der Technischen Hochschule in Wien (Dipl.-Ing.). Dort betätigte er sich bereits politisch als Funktionär des VSStÖ. 1932 emigrierte er in die Sowjetunion und arbeitete dort in der Stalin-Ära als leitender Ingenieur bis 1937, anschließend kehrte er nach Österreich zurück, wo er dann bis Kriegsende bei den Schoeller-Bleckmann Stahlwerken tätig war.
Waldbrunner setzte sich nach 1945 massiv für die Idee der Verstaatlichung – vor allem in der Schwerindustrie und auf dem Energiesektor – ein. 1946 wurde er als Gesandter und bevollmächtigter Minister nach Moskau entsendet.

## Politische Funktionen

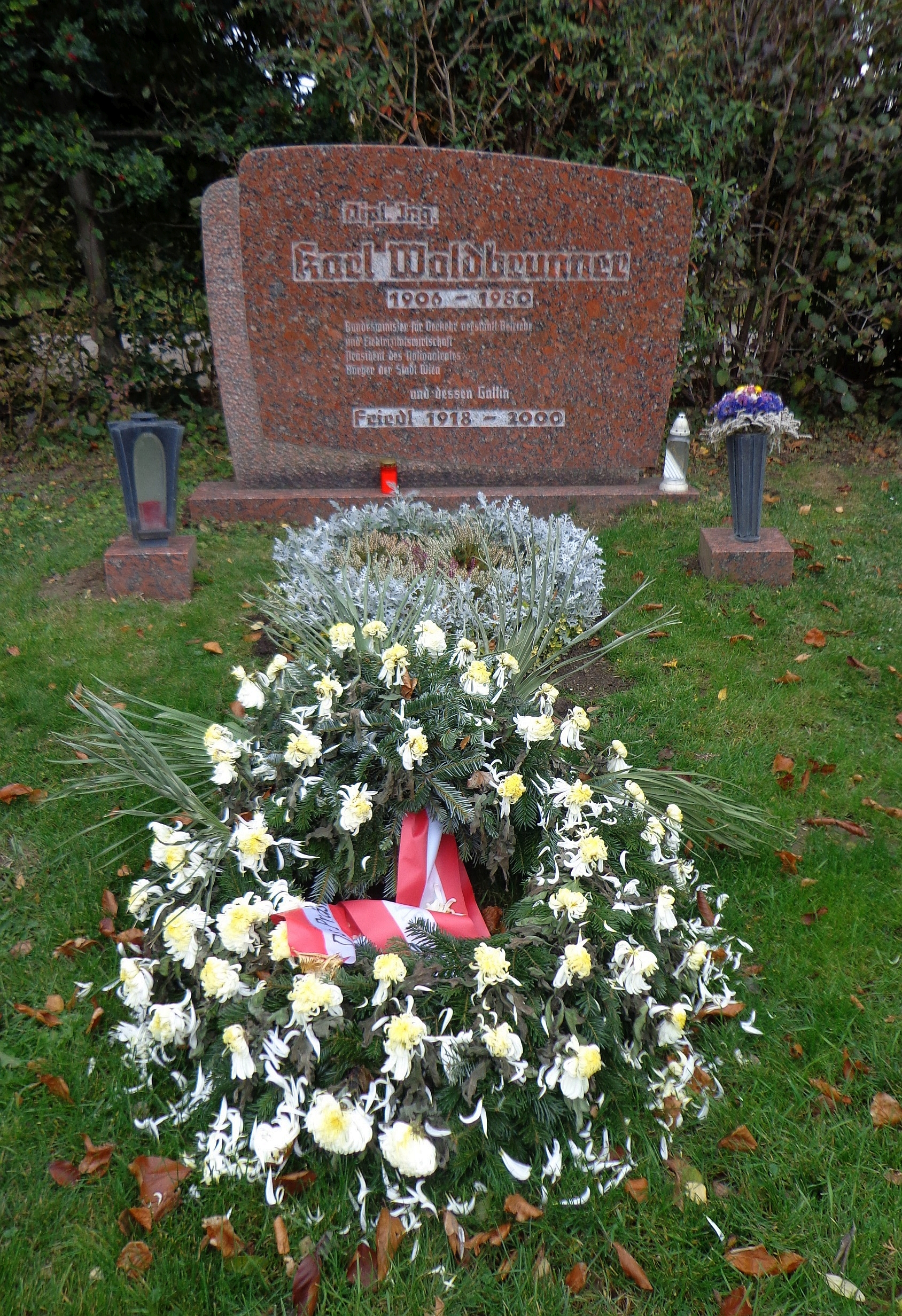
Wiener Zentralfriedhof – Ehrengrab von Karl Waldbrunner

### Staat
- 1945–71 Abgeordneter zum Nationalrat
- 1949–56 Bundesminister für Verkehr und verstaatlichte Betriebe
- 1956–62 Bundesminister für Verkehr und Elektrizitätswirtschaft
- 1962–70 Zweiter Präsident des Nationalrats
- 1970–71 Erster Präsident des Nationalrats

### Partei
- 1946–56 Zentralsekretär der SPÖ
- 1950–73 Präsident des Bundes Sozialistischer Akademiker
- 1965–74 Stellvertretender Vorsitzender der SPÖ

## Ehrungen
Karl Waldbrunner wurde in einem Ehrengrab auf dem Wiener Zentralfriedhof (Gruppe 14 C, Nummer 37) beigesetzt. Im Gedenken an ihn wurde in Wien ein Gemeindewohnungskomplex Karl-Waldbrunner-Hof benannt (Errichtung von 1981 bis 1984, Lechnerstraße 2–4/Dietrichgasse 47–49). Im Jahr 2007 wurde in Wien-Floridsdorf (21. Bezirk) der Karl-Waldbrunner-Platz nach ihm benannt.
Der Bayerische Verdienstorden wurde ihm am 19. November 1960 verliehen.